# Picot pigallat
El picot pigallat (Colaptes punctigula) és una espècie d'ocell de la família dels pícids (Picidae) que habita boscos oberts, vegetació secundària, manglars, sabanes amb palmeres i clarianes del boscos, a les terres baixes del vessant del Pacífic a l'est de Panamà i des de Colòmbia, cap a l'est, a través de Veneçuela fins Guaiana i, cap al sud, per l'est dels Andes, a través de l'est de l'Equador i del Perú fins al nord i l'est de Bolívia i oest i centre del Brasil amazònic.